# Conanalus
Conanalus is een geslacht van rechtvleugeligen uit de familie sabelsprinkhanen (Tettigoniidae). De wetenschappelijke naam van dit geslacht is voor het eerst geldig gepubliceerd in 1943 door Tinkham.

## Soorten
Het geslacht Conanalus omvat de volgende soorten:
- Conanalus axinus Shi, Wang & Fu, 2005
- Conanalus brevicaudus Shi, Mao & Ou, 2008
- Conanalus pieli Tinkham, 1943
- Conanalus plicipennis Xia & Liu, 1990
- Conanalus robustus Shi, Mao & Ou, 2008